# Miina Tominaga
Miina Tominaga (冨永 みーな Tominaga Miina; nacida bajo el nombre Yoshiko Tominaga (冨永 美子 Tominaga Yoshiko; Nishi-ku, Hiroshima, Prefectura de Hiroshima, 3 de abril de 1966) es una seiyū japonesa. Ha trabajado en series como Patlabor, Sazae-san, Rurouni Kenshin, Fruits Basket, y películas como Nausicaä del Valle del Viento, entre otros trabajos. Está afiliada a Mint Avenue.
Estuvo casada con Kazuki Yao, de quien luego se divorció. En agosto de 2001 se casó con el actor Shoichiro Masumoto, por lo cual su verdadero nombre es Yoshiko Masumoto (増本 美子 o ますもと よしこ Masumoto Yoshiko). En enero de 2002 nació su primogénita. En el año 2005 nació su segundo hijo: un varón.
Fue reconocida con el "Premio Kazue Takahashi" en la 12.ª edición de los Seiyū Awards.

## Roles interpretados

### Series de Anime
- Bikkuriman 2000 como Seitenshi/Seisenshi Takeru
- City Hunter como Kasumi Asou
- D.Gray-man como Fou
- DNA² como Karin Aoi
- Dragon Quest: Las aventuras de Fly como Maam
- El jardín secreto como Mary
- El largo viaje de Porphy como Marianne
- El Puño de la Estrella del Norte 2 como Lin/Rin
- Fruits Basket como Ritsu Sōma
- Full Moon o Sagashite como Kazumi Franklin
- Go! Anpanman como Rollpanna, Dokin-chan
- Hello Kitty and Friends como Mimmy
- Himitsu no Akko-chan (1998) como Mama
- Hunter x Hunter (2011) como Senritsu
- Kasumin como Mitsuami
- Los Moomin como Ninni
- Maison Ikkoku como Kozue Nanao
- Nube El Maestro del Infierno como Miki Hosokawa
- Paranoia Agent como Kamome
- Patlabor como Noa Izumi
- Rascal, el mapache como Alicia Stevenson
- Rurouni Kenshin como Yahiko Myōjin y el Príncipe Shin
- Sazae-san como Kaori Ozora, Katsuo Isono, Rika y Ukie Isasaka
- Smile PreCure! como Majorina
- Sorcerer Hunters como Aramaa, la enfermera
- Suzuka como Suzune Asahina
- Touch como Yuka Nitta
- Tsuritama como Misaki
- Urusei Yatsura como Anna Katsuragi
- Yu-Gi-Oh! como Aileen Rao/Eileen Rao

### OVAs
| Año  | Producto   | Nombre                                                | Personaje                  |
| ---- | ---------- | ----------------------------------------------------- | -------------------------- |
| 1995 | OVA        | DNA²                                                  | Karin Aoi                  |
| 1991 | OVA        | Dragon Quest: gran aventura                           | Maam                       |
| 1992 | OVA        | Dragon Quest: los díscípulos de Abán                  | Maam                       |
| 1992 | OVA        | Dragon Quest: los seis grandes generales              | Maam                       |
| 1990 | OVA        | Soreike! Anpanman Minami no Umi o Sukue!              | Princesa Sunny             |
| 1987 | OVA        | El teatro mágico de Hello Kitty                       | Mimmy                      |
| 1988 | OVA        | Maison Ikkoku: Utsuriyuku kisetsu no naka de          | Kozue Nanao                |
| 1994 | OVA        | Maps                                                  | Ladou                      |
| 1990 | OVA        | Patlabor The Mobile Police: The New Files             | Noa Izumi                  |
| 2001 | OVA        | Kenshin, el guerrero samurái: final                   | Yahiko Myōjin              |
| 1999 | OVA        | Kenshin, el guerrero samurái: recuerdos               | Yahiko Myōjin              |
| 1986 | OVA        | Shōnan Bakusōzoku                                     | Kanae Nanase y Toshiko Etō |
| 1996 | OVA        | Touch: Are kara, Kimi wa... - Miss Lonely Yesterday - | Yuka Nitta                 |
| 1987 | Doblaje    | Tortugas Ninja Mutantes Adolescentes                  | April O'Neil               |
| 1989 | Doblaje    | Chip y Dale: Rescue Rangers                           | Gadget Hackwrench          |
| 1990 | Doblaje    | Tiny Toon Adventures                                  | Babs Bunny                 |
| 1985 | Doblaje    | The Black Cauldron                                    | Princesa Eilonwy / Elena   |
| 2001 | Videojuego | The King of Fighters 2001                             | Angel                      |
| 2014 | Videojuego | Metal Slug Defense                                    | Sophia                     |
| 2013 | Videojuego | Super Robot Wars Operation Extend                     | Noa Izumi                  |
| 1991 | CD Drama   | Dragon Quest I CD Theater                             | Mina                       |
| 1974 | Tokusatsu  | Ultraman Leo                                          | Kaoru Umeda                |

### Películas
- El Puño de la Estrella del Norte: Shin Kyūseishu Densetsu: La leyenda de Kenshirō como Saya
- Go! Anpanman: Cuando la flor del coraje abre como Picari-sensei y Rollpanna
- Go! Anpanman: Deseo de Ruby como la Princesa Aurora
- Go! Anpanman: Dori de la Estrella de la Vida como Rollpanna
- Go! Anpanman: Estrella de Gomira como Rollpanna
- Go! Anpanman: La imagen del vuelo de libros y los zapatos de cristal como Rollpanna
- Go! Anpanman: Nyanii del País de los Sueños de los Gatos como Rollpanna
- Go! Anpanman: Secreto de hadas de Rinrin como Rollpanna
- Go! Anpanman: Vamos a derrotar el barco encantado! como Rollpanna
- Hunter × Hunter: The Last Mission como Senritsu
- Nausicaä del Valle del Viento como la Princesa Rastel/Lastelle
- Nube El Maestro del Infierno como Miki Hosokawa
- Nube El Maestro del Infierno: Gozen 0 toki Nube Shisu como Miki Hosokawa
- Nube El Maestro del Infierno: Kyōfu no Natsu Yasumi! Asashi no Uni no Gensetsu como Miki Hosokawa
- Patlabor: la película como Noa Izumi
- Patlabor 2: la película como Noa Izumi
- Rurouni Kenshin: Ishin Shishi e no Requiem como Yahiko Myōjin

## Música
- Para el OVA Patlabor 2 interpretó el segundo opening Mamoritai no y el segundo ending My Pace 〜My Way My Pace〜. Ambos temas salieron publicados en el OST Patlabor Theme Collection Special.[5][6]